# Festival Internacional de Cinema de Durban
El Festival Internacional de Cinema de Durban (DIIF) és un festival cinematogràfic de caràcter anual que té lloc a Durban, província de KwaZulu-Natal, Sud-àfrica. Aquest esdeveniment és el segon més antic que se celebra en aquest país, la primera versió del qual va ser realitzada en 1979, constituint-se a més en un dels més grans certàmens a Àfrica del Sud en tenir entre la seva programació més de 250 treballs provinents de diverses parts del món, entre llargmetratges, curtmetratges i documentals, encara que moltes de les pel·lícules presentades són estrenes del cinema sud-africà i africà en general.
Dins de les activitats complementàries que el festival ofereix, es troben tallers, seminaris relacionats a la indústria del cinema, fòrums de discussió i activitats d'extensió que inclouen diverses projeccions de pel·lícules en zones on els cinemes són inexistents, un Talent Campus Durban —realitzat des de 2008 en cooperació amb el Berlinale Talent Campus— i la constitució d'una fira de coproduccions.
El festival ofereix variades seccions competitives, moltes de les quals lliuren premis en efectiu. Des de 2006, Amnistia Internacional a través del grup d'Amnistia de Durban —anglès: Durban Amnesty—, ha patrocinat un premi en efectiu denominat Amnesty International Durban Human Rights Award.
A partir de l'any 2005, el festival serveix com a plataforma a Sud-àfrica del Wavescapes Surf Film Festival.